# آراگو ۱۰۰۵
سیارک ۱۰۰۵ (به انگلیسی: 1005 Arago، نامگذاری:1923OT) هزار و پنجمین سیارک کشف شده‌است که در ۵ سپتامبر ۱۹۲۳ و در رصدخانه سایمیز کشف شد.
قدر مطلق سیارک برابر ۹٫۷۰ است.